# The Rat (film 1925)
The Rat è un film muto del 1925 diretto da Graham Cutts con protagonisti Ivor Novello, Mae Marsh e Isabel Jeans. Basato su un lavoro teatrale di Novello e di Constance Collier, è ambientato nel mondo criminale parigino. Il film ebbe un'ottima accoglienza da parte del pubblico, tanto che ne vennero fatti due sequel, The Triumph of the Rat del 1926 e, nel 1929, The Return of the Rat.
Venne rifatto nel 1937 da Jack Raymond con un film dallo stesso titolo che, in Italia, venne distribuito come Via della taverna 23.

## Trama
Parigi. Zelie de Chaumet vive nel lusso, mantenuta dal facoltoso ma non virtuoso Herman Stetz. Tuttavia la donna si annoia, e vorrebbe provare l'ebbrezza di visitare le parti meno nobili della città, frequentate da un'umanità più terra-terra, spesso confinante con la piccola criminalità. Come nel caso di Pierre Boucheron, detto "the Rat", ladro e borseggiatore gentiluomo che ha raggiunto una certa notorietà fra i bassi ceti e non solo.
Herman quindi, per soddisfare le bizze di Zelie, si mette alla ricerca di qualche locale di bassa lega: in uno di essi egli incontra Odile Etrange, la convivente di Pierre. Vorrebbe conquistarla, e giunge al punto di cercare, così, apertamente, alla vista di tutti, di trattenerla con violenza: Pierre interviene per difenderla e mette fuori combattimento Herman, che esce dal locale giurando di vendicarsi.
Dal canto suo Zelie viene a conoscere, in un'altra occasione, Pierre, e ne rimane affascinata. Il giorno dopo Pierre riceve un biglietto con un invito a casa di Zelie. Attratto dal suo collier di perle come possibile refurtiva, egli si reca dalla donna. Qui però appura che il biglietto non è stato scritto da lei, ma da Herman: gli sovviene allora della volontà di vendetta espressa dall'uomo, e ipotizza che Herman avrebbe voluto in tal modo allontanarlo da casa, in modo da aver la possibilità di stare a tu per tu con Odile.
Ipotesi azzeccata. Pierre si precipita a casa, dove trova proprio Herman che sta per usare violenza sulla donna, e lo uccide. Pierre fugge; la polizia – allertata dalle urla riferite dai vicini – interviene e trova il corpo di Herman per terra; e Odile – per proteggere il pregiudicato Pierre – confessa, mentendo, di essere l'autrice del delitto. Viene quindi arrestata. A nulla serve che poi anche Pierre, venuto a sapere della falsa confessione di Odile, si confessi omicida a sua volta: a scagionarlo basta la (falsa) testimonianza di Zelie – resa proprio su richiesta di Odile, quando quest'ultima era stata visitata in prigione da Zelie -, che afferma che Pierre si trovava con lei al momento dell'omicidio.
Pierre entra in uno stato di prostazione, che si dissolve solo quando Odile, dopo il processo, viene rilasciata in quanto si sarebbe trattato (se tutto si fosse svolto effettivamente nel modo da lei riferito) di legittima difesa.
Pierre ha ucciso un uomo, un'altra persona viene accusata e prosciolta: un rompicapo legale, forse anche morale.

## Produzione
Il film fu prodotto dalla Gainsborough Pictures. Venne girato negli studi Islington di Michael Balcon e a Londra.

## Distribuzione
Distribuito dalla Woolf & Freedman Film Service, il film uscì in sala nel 1925. Negli Stati Uniti, venne recensito con il titolo The Rat of Paris.